# الحبلة (القفر)

تعديل مصدري - تعديل

الحبلة هي إحدى قرى عزلة بني مسلم بمديرية القفر التابعة لمحافظة إب، بلغ تعداد سكانها 167 نسمة حسب تعداد اليمن لعام 2004.